# Tracey Thorn
Tracey Thorn (født Tracey Anne Thorn 26. september 1962 i Hatfield, Hertfordshire, England) er en engelsk sangerinde, der er mest kendt for at være forsanger i gruppen Everything But The Girl.